# Słoboda (Lubawiczskoje)
Słoboda (ros. Слобода) – wieś (ros. деревня, trb. dieriewnia) w zachodniej Rosji, w osiedlu wiejskim Lubawiczskoje rejonu rudniańskiego w obwodzie smoleńskim.

## Geografia
Miejscowość położona jest nad Siertieją (dopływ Bierieziny), 13 km od granicy z Białorusią, 17 km od drogi magistralnej M1 «Białoruś», 1 km od drogi regionalnej 66N-1608 (R120 / Rudnia – Lubawiczi – Wołkowo), 12 km od drogi federalnej R120 (Orzeł – Briańsk – Smoleńsk – granica z Białorusią), 5,5 km od centrum administracyjnego osiedla wiejskiego (Lubawiczi), 12 km od centrum administracyjnego rejonu (Rudnia), 65,5 km od Smoleńska.

## Demografia
W 2010 r. miejscowość zamieszkiwało 5 osób.

## Historia
W czasie II wojny światowej od lipca 1941 roku dieriewnia była okupowana przez hitlerowców. Wyzwolenie nastąpiło w październiku 1943 roku.
Uchwałą z dnia 20 grudnia 2018 roku w skład jednostki administracyjnej Lubawiczskoje weszły wszystkie miejscowości (w tym Słoboda) zlikwidowanego osiedla wiejskiego Kazimirowskoje.